# Шипуло, Александр Валерьевич
Алекса́ндр Вале́рьевич Шипу́ло (бел. Аляксандр Валер’евіч Шыпула, род. 15 августа 1972, д. Приветок, Сенненский район, Витебская область, Белорусская ССР, СССР) — белорусский государственный и политический деятель, депутат Палаты представителей Национального собрания VII созыва. В Палате представителей занимает должность заместителя председателя Постоянной комиссии по здравоохранению, физической культуре, семейной и молодежной политике.

## Биография
Родился 15 августа 1972 года в деревне Приветок Сенненского района Витебской области.
Имеет высшее образование, окончил Витебский медицинский институт по специальности «Лечебное дело»; клиническую ординатуру Витебского государственного ордена Дружбы народов медицинского университета по специальности «Акушерство и гинекология».
Работал санитаром Полоцкой городской станции скорой помощи; врачом-акушером-гинекологом женской консультации отделенческой больницы на ст. Барановичи; клиническим ординатором клинической ординатуры Витебского государственного ордена Дружбы народов медицинского университета; врачом-акушером-гинекологом, заместителем заведующего родильным домом, заведующим родильным домом Борисовской центральной районной больницы; главным врачом Борисовского родильного дома.
Избирался депутатом Минского областного Совета депутатов 28-го созыва, Борисовского районного Совета депутатов 27-го и 28-го созывов.
17 ноября 2019 года, на прошедших парламентских выборах, был избран депутатом Палаты представителей Национального собрания по Борисовскому городскому избирательному округу № 62. По результатам голосования, за его кандидатуру были поданы 39 010 голосов (73,52 % от общего числа), при этом явка избирателей на округе составила 76,2 %.

## Депутат Палаты представителей

### VII созыв (с 6 декабря 2019)
Во время функционирования Палаты представителей VII созыва является заместителем председателя Постоянной комиссии по здравоохранению, физической культуре, семейной и молодёжной политике.
Законопроекты:
- «О ратификации ратификации Конвенции Совета Европы по фальсифицированной медицинской продукции и аналогичной преступной деятельности, представляющей угрозу для здравоохранения».

## Выборы
| Кандидат                    | Кандидат                       | Субъект выдвижения                | Голосов | %     |
| --------------------------- | ------------------------------ | --------------------------------- | ------- | ----- |
|                             | Шипуло Александр Валерьевич    | Беспартийный                      | 39 010  | 73,52 |
|                             | Рудаковский Павел Сергеевич    | Беспартийный                      | 3 313   | 6,24  |
|                             | Кушнер Игорь Васильевич        | Беспартийный                      | 3 152   | 5,94  |
|                             | Ситкевич Владимир Сергеевич    | Либерально-демократическая партия | 2 208   | 4,16  |
|                             | Кузьменко Александр Михайлович | Беспартийный                      | 2 147   | 4,05  |
| Против всех                 | Против всех                    | Против всех                       | 2 840   |       |
| Недействительных бюллетеней | Недействительных бюллетеней    | Недействительных бюллетеней       | 394     |       |
| Всего                       | Всего                          | Всего                             | 69 634  | 100   |
| Явка избирателей            | Явка избирателей               | Явка избирателей                  | 53 064  | 76,2  |

## Награды
Награжден нагрудным знаком Министерства здравоохранения «Отличник здравоохранения Республики Беларусь».

## Семья
Женат, имеет сына и дочь.